# Monochamus dubius
Monochamus dubius là một loài bọ cánh cứng trong họ Cerambycidae.